# Petit-Landau
Petit-Landau är en kommun i departementet Haut-Rhin i regionen Grand Est (tidigare regionen Alsace) i nordöstra Frankrike. Kommunen ligger i kantonen Illzach som tillhör arrondissementet Mulhouse. År 2022 hade Petit-Landau 820 invånare.

## Befolkningsutveckling
Antalet invånare i kommunen Petit-Landau
| Referens: INSEE |